# Keith Harvey Miller
Keith Harvey Miller (Seattle, 1 de março de 1925 – Anchorage, 2 de março de 2019) foi um político americano do partido republicano. Miller foi vice-governador do Alasca, no governo de Wally Hickel de 1966 até a renúncia de Hickel para ser secretário do interior. Depois ele assumiu o cargo como o terceiro governador da história do estado, servindo até 5 de dezembro de 1970.